# Bordj Okhriss
Bordj Okhriss là một đô thị thuộc tỉnh Bouira, Algérie. Dân số thời điểm năm 2002 là 8.937 người.